# やまない雨はない
『やまない雨はない 妻の死、うつ病、それから…』（やまないあめはない つまのし、うつびょう、それから…）は、お天気キャスターである倉嶋厚によるエッセイ。2002年8月30日に文藝春秋刊。夫婦愛と、妻の死から始まった鬱病からの復帰・再生を描いている。
『妻の死、うつ病、それから… やまない雨はない』（つまのし、うつびょう、それから… やまないあめはない）と改題し、2004年2月10日に文春文庫刊。
およびそれを原作とするテレビドラマ。また、テレビドキュメンタリー。

## テレビドラマ
『やまない雨はない』と題して2010年3月6日の21:00-23:24にテレビ朝日系列にて放映された、単発スペシャルのテレビドラマ。視聴率は14.1%

### キャスト
- 倉嶋厚：渡瀬恒彦(青年期：内田朝陽)
- 倉嶋泰子：黒木瞳(青年期：星野真里)
- 有坂慶子(泰子の親友)：東ちづる
- 安部豊(TV局プロデューサー)：神田正輝
- 水口ふで(家政婦)：八千草薫
- 高山(倉嶋の主治医)：宅間孝行
- 東京気象台での上司：石丸謙二郎
- 泰子の最初の主治医：山本圭
- 岡田(泰子の末期がんの主治医)：本田博太郎
- 倉嶋のうつ病の主治医：飯田基祐
- うつ病患者：片桐竜次、倉科カナ
- 夏未エレナ、佐々木勝彦、山本みどり、遠藤カチヲ、ト字たかお、顔田顔彦、桜井聖、松本華奈、小川弦、佐々木麻美、香取廣美、小林音子、今井耕二、佐々木瑤子、河合春香、横尾三郎、岡田謙、ヘイデル龍生、杉下絵美、宮武美桜、宮武祭、桜田直大、竹岡いさお、竹岡三輝。

### スタッフ
- 原作：倉嶋厚「やまない雨はない―妻の死、うつ病、それから…」
- 脚本：矢島正雄
- 監督：和泉聖治
- 音楽：吉川清之
- 主題歌：オフコース「ふたりで生きている」
- 撮影：会田文裕
- スタントコーディネイター：二家本辰巳
- MA：バスク
- 技術協力：アップサイド
- 美術協力：KHKアート
- 気象監修：ウェザーニューズ
- チーフプロデューサー：五十嵐文郎
- プロデュース：三輪祐見子、浦井孝行、櫻井美恵子
- 製作：テレビ朝日、国際放映

## テレビドキュメンタリー
『やまない雨はない うつと共に生きる気象キャスター』と題して自殺予防の講演活動などを行う倉嶋厚を取り上げたテレビドキュメンタリー。2011年10月30日の25:30～25：55に日本テレビ系のNNNドキュメント'11にて放映された。

### スタッフ
- ナレーター：毬谷友子
- 制作局：日本テレビ